# Haplomitriales
Haplomitriales (anteriormente Calobryales) é uma ordem monotípica de plantas não vasculares pertencente à classe Haplomitriopsida da divisão Marchantiophyta. A única família é Haplomitriaceae, com dois géneros, apenas um dos quais conhecido como extante (o género Haplomitrium). Alguns autores nomeiam esta ordem como Calobryales, mas o género Calobryum é um sinónimo taxonómico de Haplomitrium.

## Descrição
São hepáticas foliosas, com um pequeno caulóide de onde surgem os filóides em três filas. Estes filóides podem conter mais que uma camada de células na sua base.
É considerado o grupo mais primitiva entre as hepáticas. Apresenta uma única família, Haplomitriaceae, com um único género extante, Haplomitrium.

## Sistemática
A ordem Haplomitriales é um táxon monotípico, tendo como única integrante a família Haplomitriaceae, com dois géneros, um dos quais apenas conhecido do registo fóssil:
- Ordem Haplomitriales Buch ex Schljakov 1972 [Calobryales Campbell ex Hamlin 1972]
  - Família Haplomitriaceae Dědeček 1884
    - Género †Gessella Poulsen 1974
    - Género Haplomitrium Nees 1833 nom. cons.